# Bitschwiller-lès-Thann
Bitschwiller-lès-Thann är en kommun i departementet Haut-Rhin i regionen Grand Est (tidigare regionen Alsace) i nordöstra Frankrike. Kommunen ligger i kantonen Thann som tillhör arrondissementet Thann. År 2022 hade Bitschwiller-lès-Thann 1 995 invånare.

## Befolkningsutveckling
Antalet invånare i kommunen Bitschwiller-lès-Thann
| Referens: INSEE |